# Valle Chao

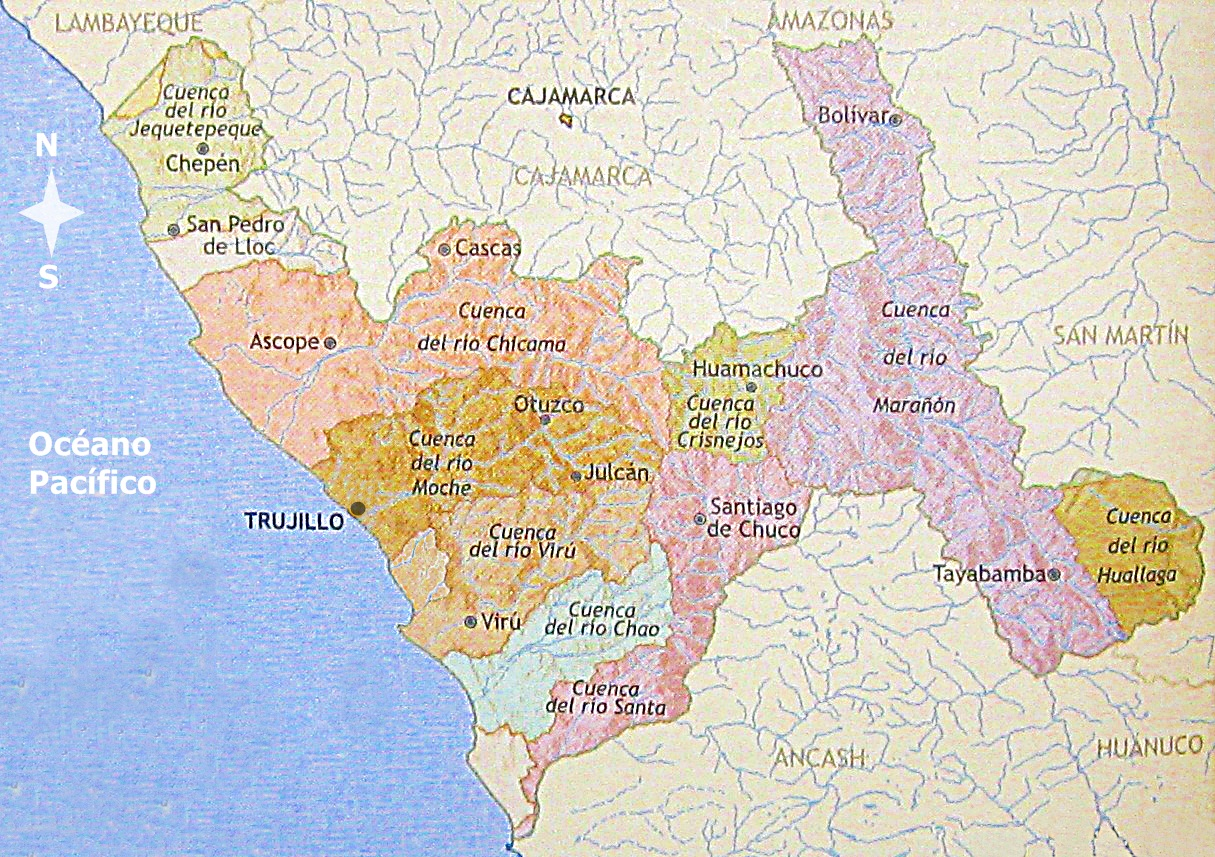
El valle Chao se ubica al sur del Valle Virú en la Región La Libertad

El Valle Chao es una extensa área de la Región La Libertad, se ubica en la zona norte peruana.  Este valle se encuentra irrigado en gran parte por el río Chao. Ha constituido un valle  agrícola desde la época precolombina y en la actualidad contiene localidades rurales y urbanas. Chao es una localidad importante de este valle. Actualmente  el riego de sus tierras es parte del proyecto de irrigación Chavimochic que ha dado lugar a la producción agroindustrial de exportación con la empresa Camposol.

## Ubicación
Está ubicado en la zona norte peruana, entre los valles de Virú y Santa, entre los kilómetros 491 y 499 de la carretera Panamericana. Está limitado al norte por la pampa árida de Compositán, que lo separa del valle de Virú, por el oeste limita con el Océano Pacífico. 

## Sitios arqueológicos
Algunos de los sitios arqueológicos encontrados en el Valle de Chao son:
- Las Salinas de Chao
- Los Morteros
- Piedras  Negras

## Localidades
Algunas localidades del valle son:
- Chao
- Buena Vista
- Nuevo Chao (Chao) , etc

## Productos agrícolas
Algunos de los productos cultivados en el valle son los siguientes:
- Palta
- Espárragos
- Pimientos
- Alcachofa
- Ciruela
- Sandía,etc.

## Fauna
Como parte de la fauna del valle se encuentran las siguientes especies:
- Ganado vacuno
- Caballo
- Alpaca
- Oveja
- Llama
- cañan
- Pacaso, etc.